# 凤台寺塔
凤台寺塔位于河南省新郑市城南，1986年被列为第二批河南省文物保护单位，2013年被列为第七批全国重点文物保护单位。
凤台寺早已被毁，现仅存塔。塔建于北宋元丰四年（1081年）以前，为密檐式砖塔，空心，平面呈六角形，共九层，高19.1米。第一层塔身较高，东面辟门，塔内壁凹砌踏龛，可登至第八层。“塔寺晚钟”是新郑古代八景之一。
2018年当地政府重修。